# Bräunerstraße
Die Bräunerstraße befindet sich im 1. Wiener Gemeindebezirk Innere Stadt. Die Herkunft des Namens ist ungeklärt.

## Geschichte
Die Gasse bildete im Mittelalter die Grenze zweier Äcker südlich des Grabens und wurde Anfang des 13. Jahrhunderts im Zuge der Stadterweiterung in die Stadt einbezogen. Sie hieß Ratstraße, wurde erstmals 1299 bezeugt und war in der Folge in mehreren Namensvarianten bekannt (1314 Radstraße, 1430 Rattstraße, 1438 Rotgasse, 1547 Rodstraße, noch 1701 Rathstraße). 1547 wurde sie auch als Große Rosengasse bezeichnet. 1566 kam erstmals der Name Andere Preidenstraße auf, im Unterschied zur parallel verlaufenden eigentlichen Preidenstraße, der heutigen Habsburgergasse. Die früher vertretene Theorie, wonach sich die Bezeichnung Preiden auf den Namen Brigitta zurückführen lasse und die Preidenstraße ihren Namen von einer Brigitta-Kapelle herleite, lässt sich heute nicht mehr aufrechterhalten. Die Bedeutung dieses Namens bleibt daher weiter unklar. Durch allmähliche Verballhornung (1642 Untere Breittenstraße, 1664 Untere Preitenstraße, 1701 Untere Breunerstraße, 1710 Untere Breinerstraße, 1848 Untere Bräunerstraße) wurde im Laufe der Jahre daraus die Namensform Bräunerstraße. 1862 wurde die Vordere oder Obere Bräunerstraße in Habsburgergasse umbenannt, während die Untere Bräunerstraße seither kurz Bräunerstraße genannt wird. Zwischen der Stallburg und dem Königinkloster bestand ursprünglich nur ein schmaler Durchgang, der nach dem Abbruch des Klosters 1783 erweitert wurde.

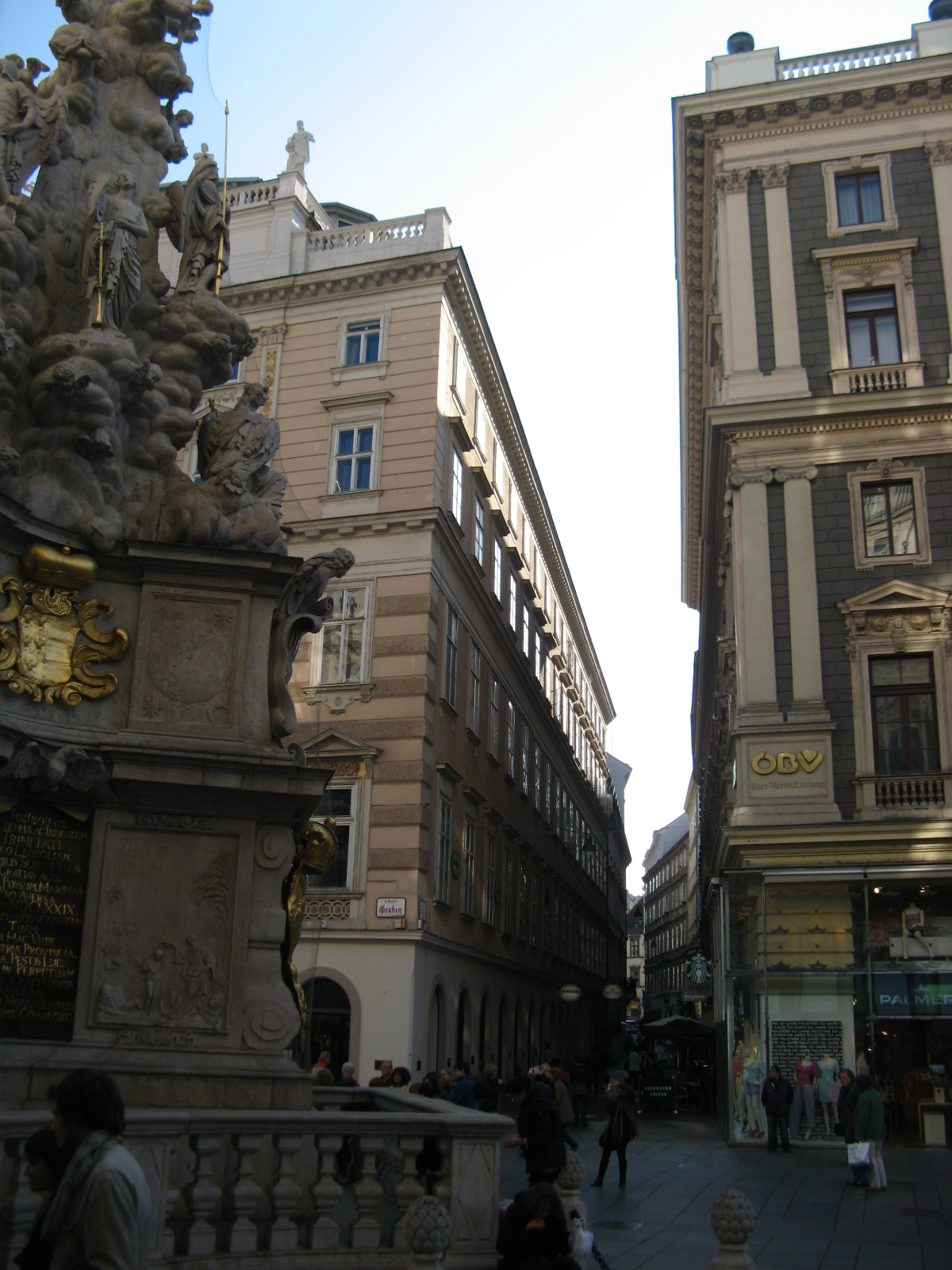
Blick vom Graben in die Bräunerstraße

## Lage und Charakteristik
Die Bräunerstraße verläuft vom Graben in südwestlicher Richtung bis zum Josefsplatz, parallel zur Habsburgergasse im Westen und der Dorotheergasse im Osten. Nach der Querung der Stallburggasse macht die Bräunerstraße einen Knick nach Westen und verläuft das letzte Stück entlang der Südfassade der Stallburg. Der längste Teil der Bräunerstraße vom Graben weg ist Fußgängerzone, das Teilstück vom Josefsplatz zur Stallburggasse wird als Einbahnstraße geführt und nur das kurze Stück von der Stallburggasse bis zu den Hausnummern 7 und 12 ist in beiden Fahrtrichtungen befahrbar. Die platzartige Erweiterung der Stallburggasse ist baulich so gestaltet, dass ein durchgehendes Befahren vom Josefsplatz bis zu den oben erwähnten Hausnummern 7 und 12 nicht möglich ist. Es verkehren keine öffentlichen Verkehrsmittel auf der Bräunerstraße.
Die Bräunerstraße ist eine bedeutende Altstadtgasse mit bemerkenswerter Verbauung aus dem 18. und 19. Jahrhundert. Hier befinden sich zahlreiche Restaurants, Geschäftslokale, Antiquitätenhändler, eine Musikschule und die bekannte Tanzschule Elmayer. Deswegen und durch die Verbindung zur großen Fußgängerzone am Graben frequentieren sehr viele Fußgänger und Touristen die belebte Bräunerstraße.

## Bauwerke

### Nr. 1 Generalihof
Das klassizistische Eckhaus wurde 1794–1795 von Peter Mollner und Ernest Koch errichtet und 1831 von Josef Klee umgebaut und im Fassadendekor verändert. 1895 erfolgten weitere Veränderungen, als das Gebäude in den Besitz der Assicurazioni Generali gelangte. Hier befindet sich das Geschäft des prominenten Herrenschneiders Knize, das 1910–1913 von Adolf Loos gestaltet wurde.
Das denkmalgeschützte Gebäude liegt an der Hauptadresse Graben 13.

### Nr. 2 Grabenhof
Das Gebäude wurde anstelle eines der bedeutendsten Renaissancebürgerhäuser Wiens 1874–1876 von Otto Thienemann und Otto Wagner im historistischen Stil errichtet. An der Fassade zur Bräunerstraße befindet sich eine Gedenktafel für Josef von Sonnleithner von 1994, der im Vorgängerbau wohnte.
Das denkmalgeschützte Gebäude liegt an der Hauptadresse Graben 14–15.

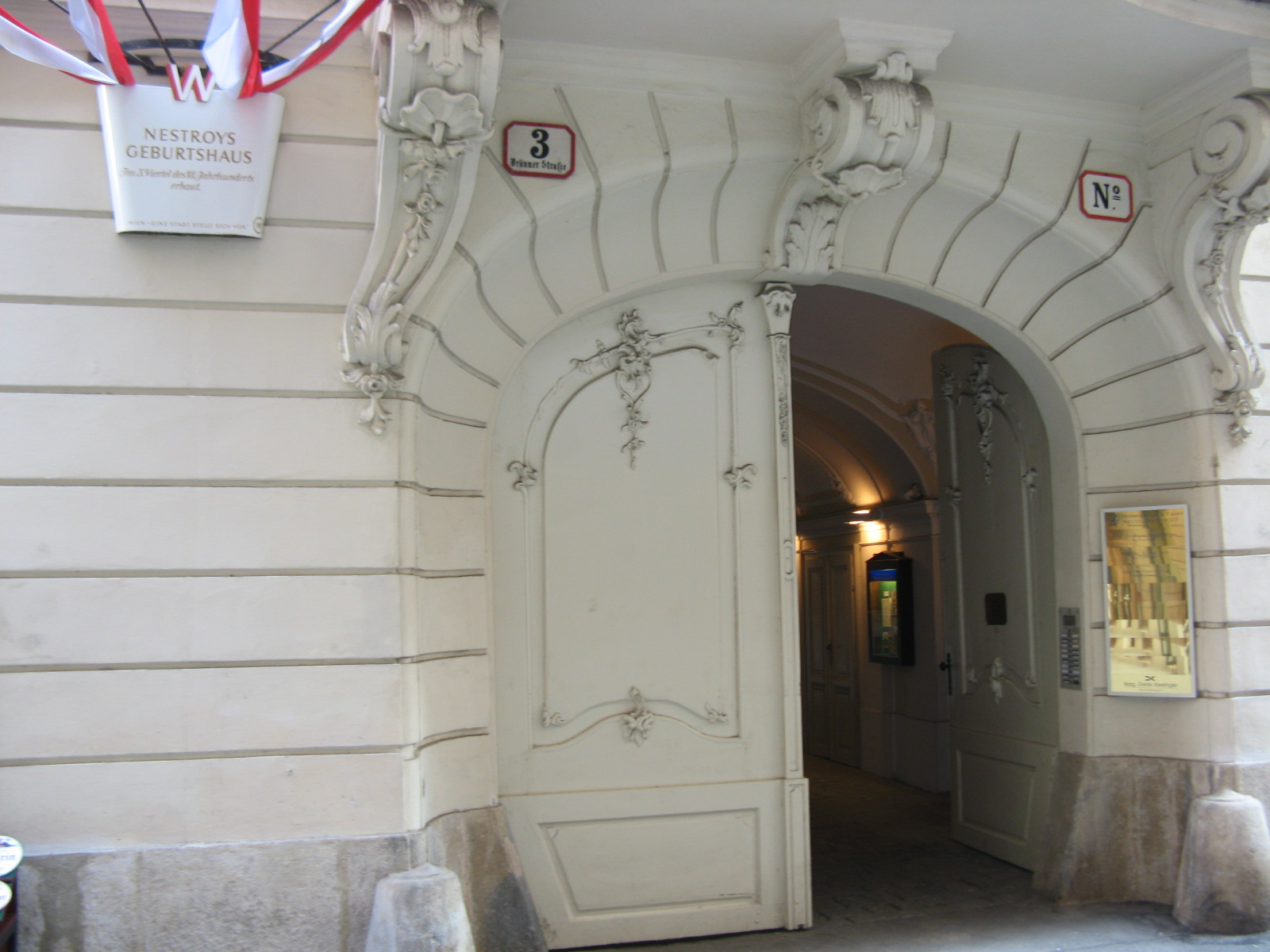
Nr. 3: Geburtshaus von Johann Nestroy

### Nr. 3 Geburtshaus von Johann Nestroy
Das Bürgerhaus wurde 1761 im Rokokostil erbaut. 1803–1853 befand es sich im Besitz der Freiherrn von Brentano, seit 1871 gehört es dem Erzbistum Wien. Am Mittelrisalit befindet sich ein Korbbogenportal, darüber ein geschwungener Balkon auf Volutenkonsolen mit Schmiedeeisengitter und den Initialen JB. Die dazugehörigen Fenster besitzen Dreiecksgiebel, das mittlere außerdem eine Wappenkartusche der Freiherrn von Brentano. Alle übrigen Fenster sind gerade verdacht. An der gebänderten Erdgeschoßzone befindet sich eine Gedenktafel für Johann Nestroy, der 1801 hier geboren wurde. Bemerkenswert ist der Innenhof mit offenen Pawlatschengängen auf maskenbesetzten Konsolen und prächtigem Schmiedeeisengeländer. Außerdem befindet sich hier ein Steinbrunnen mit Maske. Im Inneren sind die Gewölbe von Einfahrt und Stiegenhaus mit der pilastergegliederten Vierpfeilertreppe und dem originalen Rokokogeländer beachtenswert. Im ersten Obergeschoß befindet sich die 1989 eingerichtete Hauskapelle des Militärbischofsamtes mit einem frühklassizistischen Tabernakelaufbau mit ionischen Säulen. Im Keller des hinteren Traktes finden sich Reste mittelalterlicher Fundamente. Das Haus steht unter Denkmalschutz.

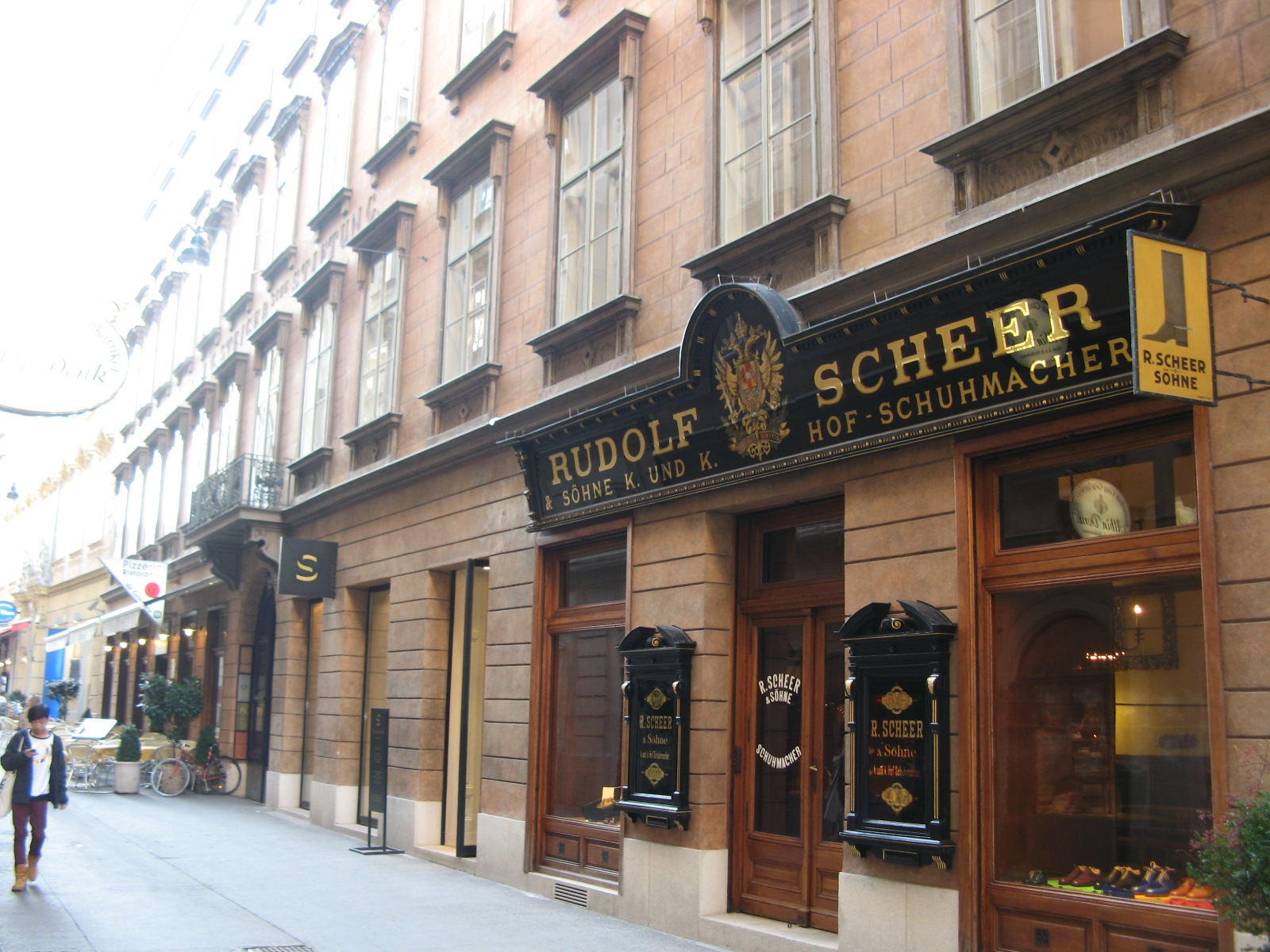
Nr. 4: Rudolf Scheer & Söhne

### Nr. 4, 6 Stiftungshaus des Johann Georg Steiger
Das Wohnhaus Nr. 6 wurde 1845 von Josef Kastan im frühhistoristischen Stil erbaut und 1876–1877 um Nr. 4 erweitert. In der Mitte der genuteten Sockelzone liegt das Rundbogenportal, über dem sich auf Konsolen ein Balkon mit Schmiedeeisengeländer befindet. Die Fenster im ersten Obergeschoß sind auf quaderförmigen Konsolen gerade verdacht und mit geometrisch dekorierten Parapetfeldern versehen; die Fenster des zweiten Obergeschoßes weisen hingegen Knickgiebel auf. Dazwischen ist in großen Buchstaben der Hausname zu lesen. In Höhe des ersten Stockwerkes wurde 1913 eine Gedenktafel für Friedrich Hebbel angebracht, der 1855–1862 hier wohnte. Im Inneren sind die frühhistoristische, geometrisch stuckierte Einfahrt und die Gipsskultur eines ein Mädchen tragenden Knaben zu beachten, die als Leuchterträger gedient hat.
Im Haus Nr. 4 befindet sich das Geschäftslokal des k.k. Hofschuhmachers Rudolf Scheer. Dabei handelt es sich um eines der renommiertesten und exklusivsten Unternehmen dieser Art in Wien. Sowohl das späthistoristische Geschäftsportal als auch seine Einrichtung von 1876 (mit späteren Adaptierungen) sind sehr beachtenswert.

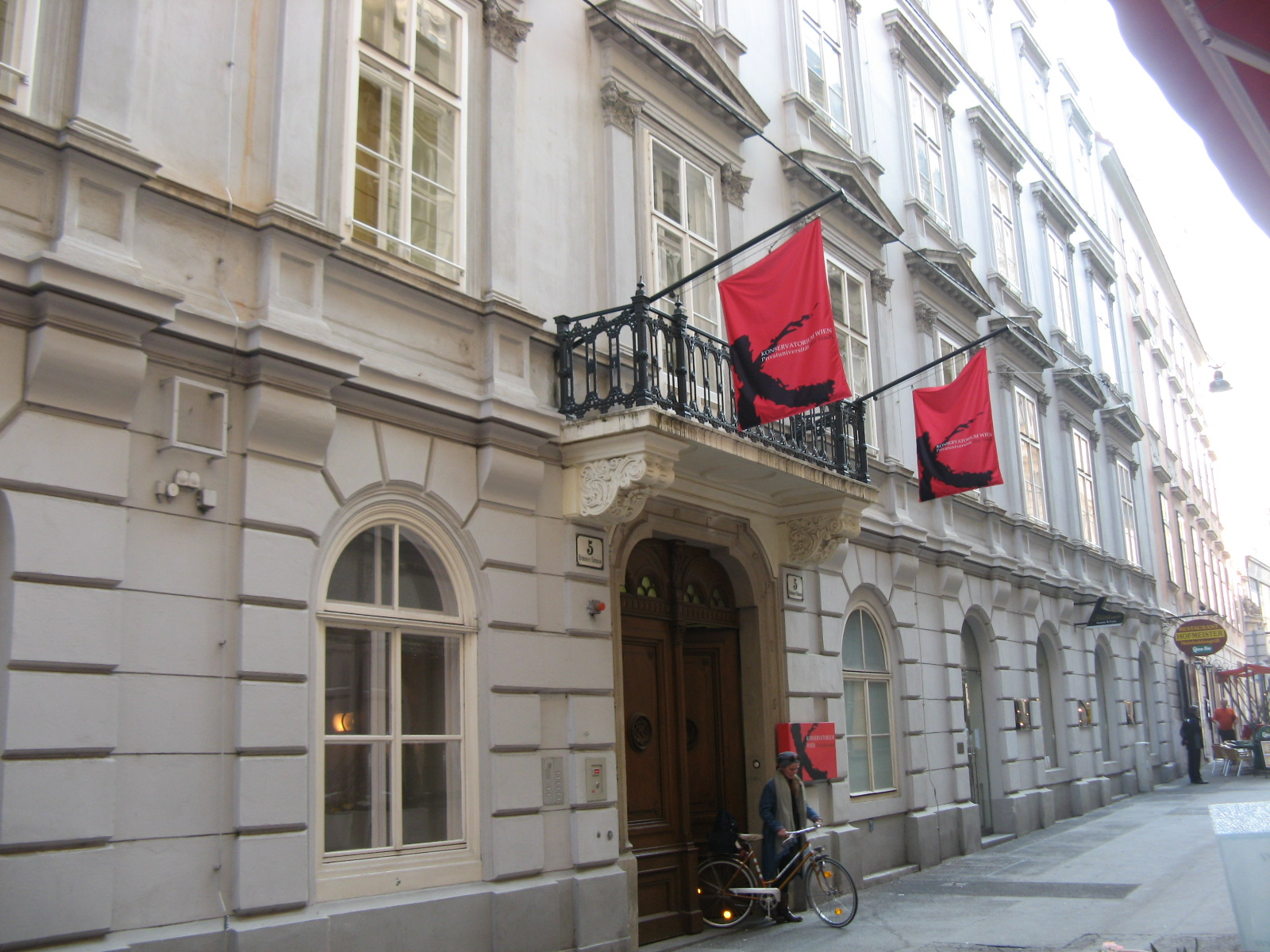
Nr. 5: Konservatorium Wien

Das Haus steht unter Denkmalschutz.

### Nr. 5 Konservatorium Wien
Das Innenstadthaus wurde vor 1563 als Palast des Regiments- und Hofkammerrates Oswald Philipp von Eyczing errichtet und besaß einen Garten zur Dorotheergasse. Bis 1576 billigte Kaiser Maximilian II. hier protestantische Gottesdienste. Das Haus wurde 1644–1664 erweitert und bildet seither die Rückseite des Palais Dietrichstein. Um 1780 wurde es neu fassadiert. 1861 erhielt es durch Ferdinand Fellner den Älteren sein heutiges Aussehen, indem er aufstockte, die Fassade umgestaltete und den Hoftrakt hinzufügte. 1994 erfolgte eine umfassende Renovierung. Heute wird das Gebäude von der Konservatorium Wien Privatuniversität als einer von drei Standorten in der Innenstadt genutzt.
Im genuteten Erdgeschoß liegt zentral ein Schulterbogenportal mit originalem Holztor, über dem auf Volutenkonsolen ein Balkon mit Schmiedeeisengitter ruht. Die Obergeschoße aus der Zeit um 1780 sind klassizistisch, mit korinthischen Ädikulafenstern; über einem Gesims erheben sich zwei frühhistoristische Geschoße von 1861 mit gerade verdachten Fenstern. Im Innenhof ist eine Rundbogennische zu sehen, in der eine Frauenskulptur mit Delfin steht. Die Vierpfeilertreppe im Inneren von 1780 wurde von Fellner nach oben erweitert. Im Keller des Vordertraktes finden sich zwei bemerkenswerte übereinander liegende zweischiffige Pfeilerhallen aus der Zeit vor 1563. Das Gebäude steht unter Denkmalschutz.

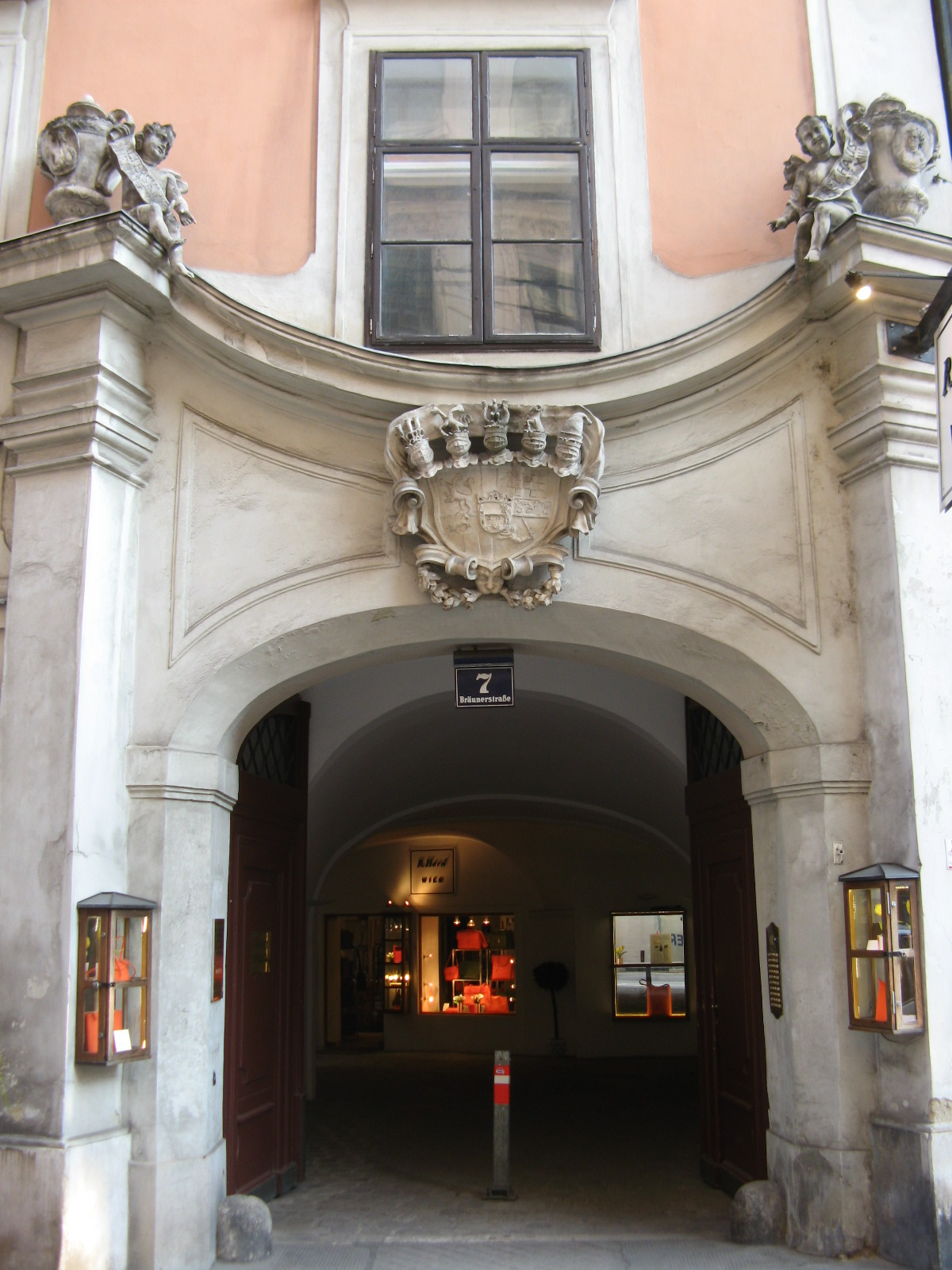
Nr. 7: Palais Walterskirchen

### Nr. 7 Walterskirchensches Freihaus
Das frühbarocke Palais wurde zwischen 1664 und 1671 für Wilhelm Edlen von Walterskirchen erbaut. 1723 wurde das bemerkenswerte Portal hinzugefügt. Dieses am rechten Rand der Fassade liegende hochbarocke Segmentbogenportal ruht auf Pfeilern mit Radabweisern. Es wird von zwei schräg gestellten Pfeilern gerahmt, darüber bekrönende Vasen mit Putten und Bauinschrift. Im Supraportfeld befindet sich ein Vollwappen mit fünf Helmen. Die Halterung für ein Geschäftsschild stammt noch aus der Zeit um 1723. Die gerade verdachten Fenster der Obergeschoße werden durch Putzfelder vertikal miteinander verbunden. Im Keller finden sich noch mittelalterliche Bruchsteinmauerfundamente aus dem 13.–14. Jahrhundert. Das Gebäude steht unter Denkmalschutz.

### Nr. 8 Palais Cavriani
→ siehe Hauptartikel Palais Cavriani
Das um 1723 vollendete Palais liegt an der Hauptadresse Habsburgergasse 5. Es steht unter Denkmalschutz.

### Nr. 9 Bräunerhof
Das an drei Seiten freistehende Wohn- und Geschäftshaus zwischen Bräunerstraße, Stallburggasse und Dorotheergasse wurde 1910–1911 von Arnold Heymann im secessionistischen Stil errichtet. Es steht unter Denkmalschutz.
Das Gebäude liegt an der Hauptadresse Stallburggasse 2.

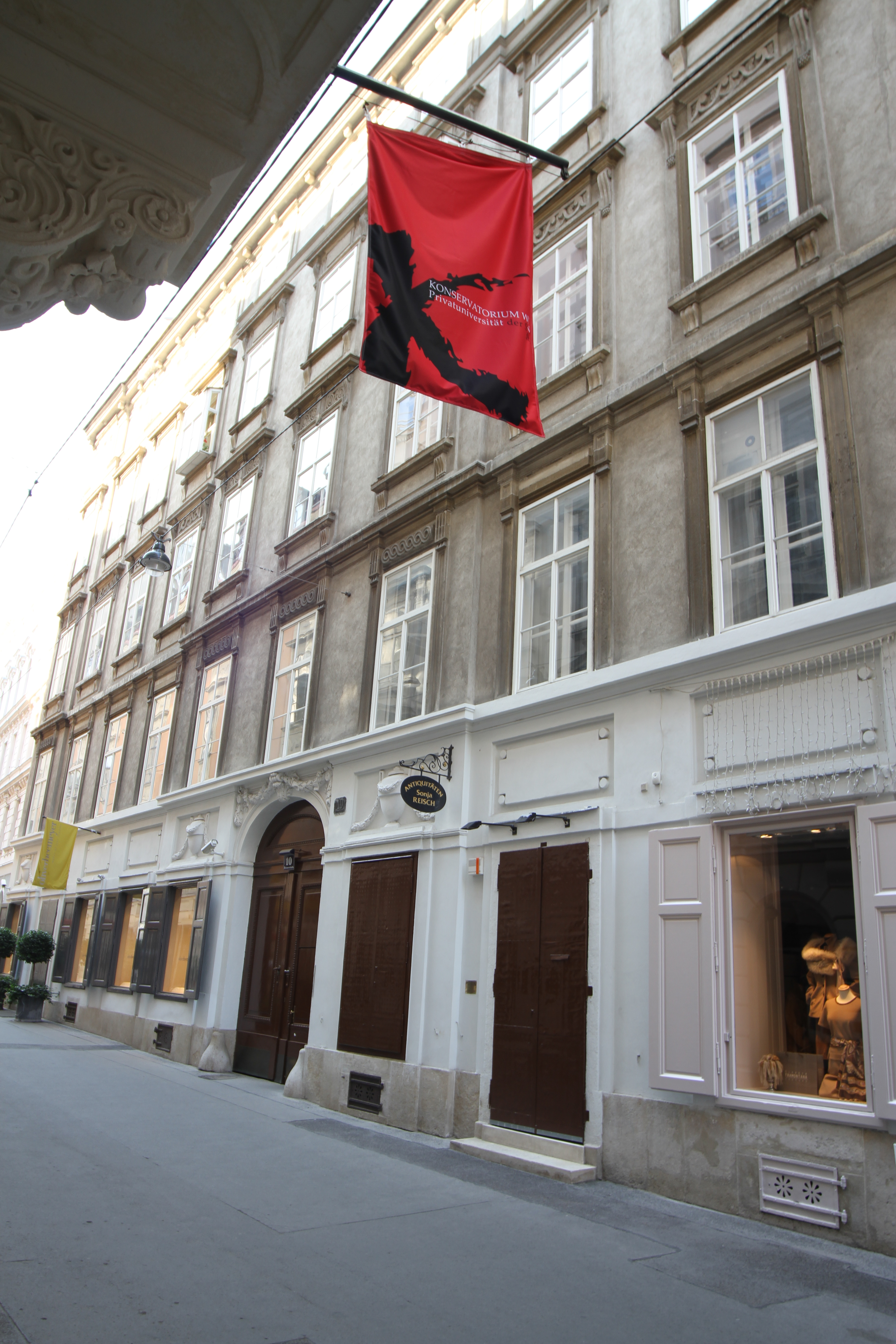
Nr. 10: Hohenfeldsches Freihaus

### Nr. 10 Hohenfeldsches Freihaus
Ursprünglich handelte es sich um zwei Häuser, die 1792 für Karl Wetzlar Freiherrn von Blankenstein als ein um zwei Geschoße höheres weitgehend neues Gebäude errichtet wurde. Es ist ein bemerkenswertes Beispiel für den josephinischen Plattenstil. Das Korbbogenportal weist Fruchtgehänge in den Zwickeln auf und besitzt noch das originale Holztor. Die Fassade ist durch seichte Mittel- und Seitenrisalite gegliedert. Die meist gerade verdachten Fenster werden durch Parapetfelder vertikal zusammengezogen. Zwei Geschäftsschildhalterungen stammen vom Ende des 18. Jahrhunderts. Im schlichten Innenhof befinden sich Reste eines Brunnens mit Maske und drei nachträglich eingemauerte französische Kanonenkugeln. Im Inneren haben sich im ersten Obergeschoß für Wien singuläre gotische Außenfenster, die Reste einer gotischen Fenstergruppe vom vierten Viertel des 13. Jahrhunderts erhalten. Das Gebäude steht unter Denkmalschutz.

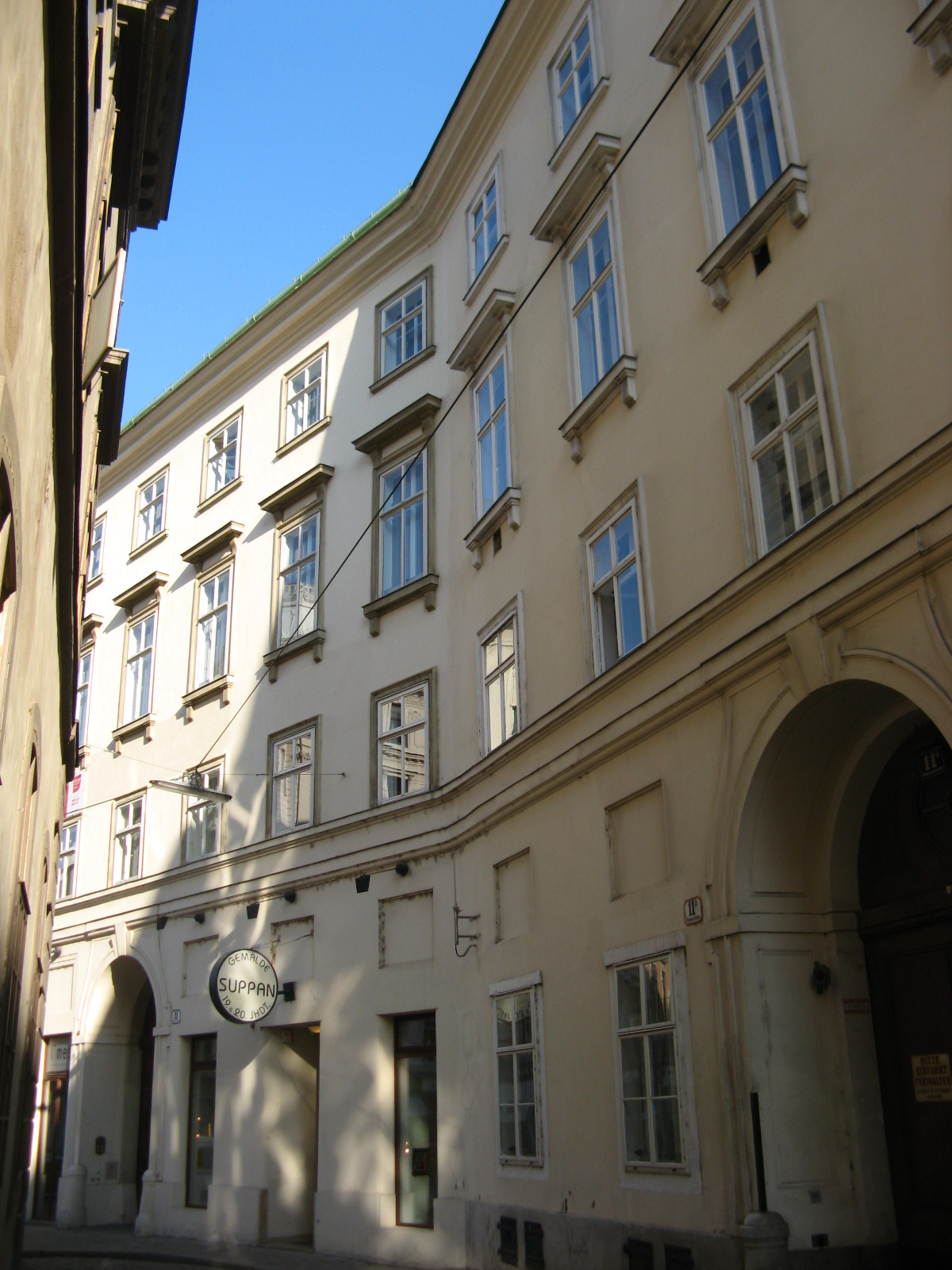
Nr. 11, 11a: Friessche Zinshäuser

### Nr. 11, 11a Friessche Zinshäuser
Nach dem Abbruch des Königinklosters wurden auf dessen Areal als Hintertrakt des Palais Pallavicini diese beiden Zinshäuser 1783 von Johann Ferdinand Hetzendorf von Hohenberg im klassizistischen Stil errichtet. 1832–1835 wohnte hier Franz Grillparzer. Nach Bombenschäden 1945 wurden die Häuser 1954 wiederhergestellt.
Die lange geknickte Fassade in der Bräunerstraße imitiert vereinfacht den Fassadenplan des Palais. Neben den beiden Rundbogenportalen treten vor allem die gerade verdachten Fenster im zweiten Obergeschoß hervor.

### Nr. 12 Wohn- und Geschäftshaus
Das große dreiseitig freistehende Wohn- und Geschäftshaus zwischen Bräunerstraße, Stallburggasse und Habsburggasse wurde 1901 von Ludwig Richter im späthistoristischen Stil errichtet.
Das Gebäude liegt an der Hauptadresse Stallburggasse 4.

### Nr. 13 Palais Pallavicini
→ siehe Hauptartikel Palais Pallavicini
Das 1783 anstelle des abgebrochenen Königinklosters von Johann Ferdinand Hetzendorf von Hohenberg für Johann von Fries errichtete Palais war seinerzeit das erste Gebäude Wiens mit rein klassizistischer Fassade. Es ist eines der Hauptwerke des Architekten. An der Seitenfassade in der Bräunerstraße befindet sich der Eingang der traditionsreichen und bekannten Tanzschule Elmayer. Das Gebäude steht unter Denkmalschutz.
Es liegt an der Hauptadresse Josefsplatz 5.

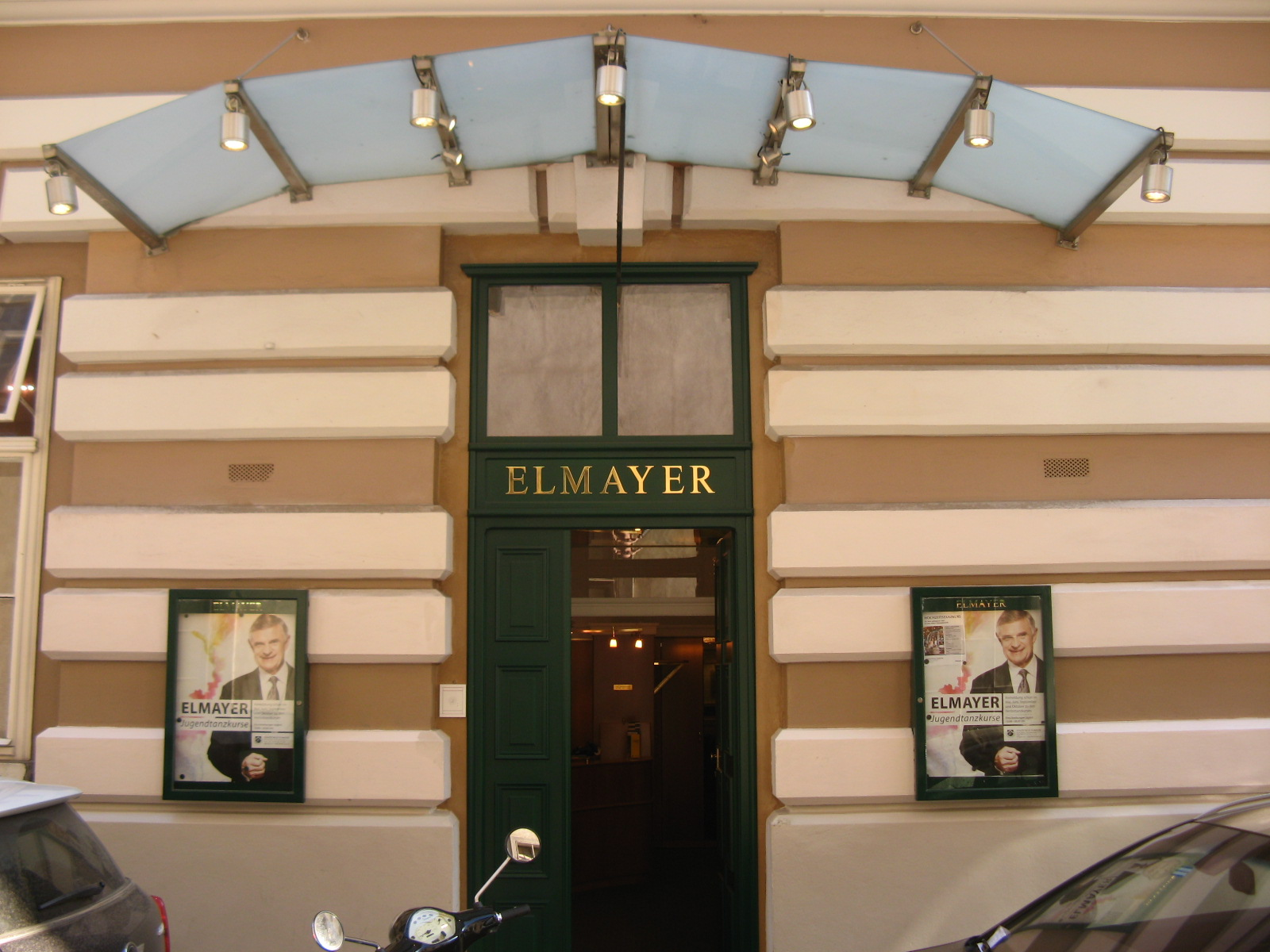
Nr. 13: Tanzschule Elmayer

### Nr. 14 Stallburg
→ siehe Hauptartikel Stallburg
Das letzte Teilstück der Bräunerstraße verläuft südlich der Stallburg. Dabei handelt es sich um einen bedeutenden Renaissancepalast mit großem Innenhof, der Teil der Hofburg ist. Nach schweren Zerstörungen im Zweiten Weltkrieg an der südöstlichen Ecke wurde die Anlage wiederaufgebaut. Besonders eindrucksvoll ist der dreigeschoßige Arkadenhof mit seinen Pfeilerarkaden und dem frühbarocken Brunnen. Im Gebäude war die Neue Galerie des Kunsthistorischen Museums untergebracht. Im Erdgeschoß befinden sich die Stallungen für die Lipizzaner der Spanischen Hofreitschule. Das Gebäude steht unter Denkmalschutz.
Es liegt an der Hauptadresse Reitschulgasse 2.